# Taking One for the Team
Taking One for the Team je páté studiové album kanadské pop-punkové skupiny Simple Plan z roku 2016.

## Seznam skladeb
| Pořadí         | Název                                  | Délka |
| -------------- | -------------------------------------- | ----- |
| 1.             | Opinion Overload                       | 3:19  |
| 2.             | Boom!                                  | 3:10  |
| 3.             | Kiss Me Like Nobody's Watching         | 3:22  |
| 4.             | Farewell (feat. Jordan Pundik)         | 3:21  |
| 5.             | Singing in the Rain (feat. R. City)    | 3:42  |
| 6.             | Everything Sucks                       | 3:31  |
| 7.             | I Refuse                               | 3:18  |
| 8.             | I Don't Wanna Go to Bed (feat. Nelly)  | 3:08  |
| 9.             | Nostalgic                              | 3:06  |
| 10.            | Perfectly Perfect                      | 3:07  |
| 11.            | I Don't Wanna Be Sad                   | 3:13  |
| 12.            | P.S. I Hate You                        | 3:03  |
| 13.            | Problem Child                          | 3:41  |
| 14.            | I Dream About You (feat. Juliet Simms) | 4:11  |
| Celková délka: | Celková délka:                         | 47:12 |